# Name Service Switch
Name Service Switch とは、UNIX系OSにおいて、システムが使用する各種情報の検索順を指定するために使用される。NSSと略されることが多い。たとえば、ユーザ情報は、/etc/passwd、NIS、LDAPなどに格納されているが、システムに問い合わせられたユーザ情報をどの情報源から、どの順番で検索するかを指定する。
Name Service Switchは、Solaris上ではじめて使われ、その他、UNIX系OSに広く使われるようになった。
Name Service Switchの、検索順を指定するファイルは、通常 /etc/nsswitch.conf である。ここでは、passwd、group、hostsなどの情報について、どの情報源から検索するかを指定する。